# 大塚莉奈
大塚 莉奈（おおつか りな、1989年5月26日 - ）は、日本のファッションモデル。アービング所属。

## 人物
- 趣味：ボウリング（ハイスコア258）、バドミントン
- ミスユニバース埼玉2016ファイナリスト
- サーフガール
- 元ロングブレスインストラクター
- 元東京都ボウリング親善大使[3][2]

## 出演
※出典

### テレビ
- チーム・バチスタ2 ジェネラル・ルージュの凱旋 2話（2010年4月13日、フジテレビ系）
- ヒルナンデス（2014年、日本テレビ）
- めちゃ×2イケてるッ！（2014年、フジテレビ）エスパーギャルズ

### 映画
- CONFLICT 〜最大の抗争〜（2016年）

### Vシネマ
- 裏社会の男たち3・4・5（2016年） - ジヒョン

### 雑誌
- 東京ウォーカー